# Anabrus simplex

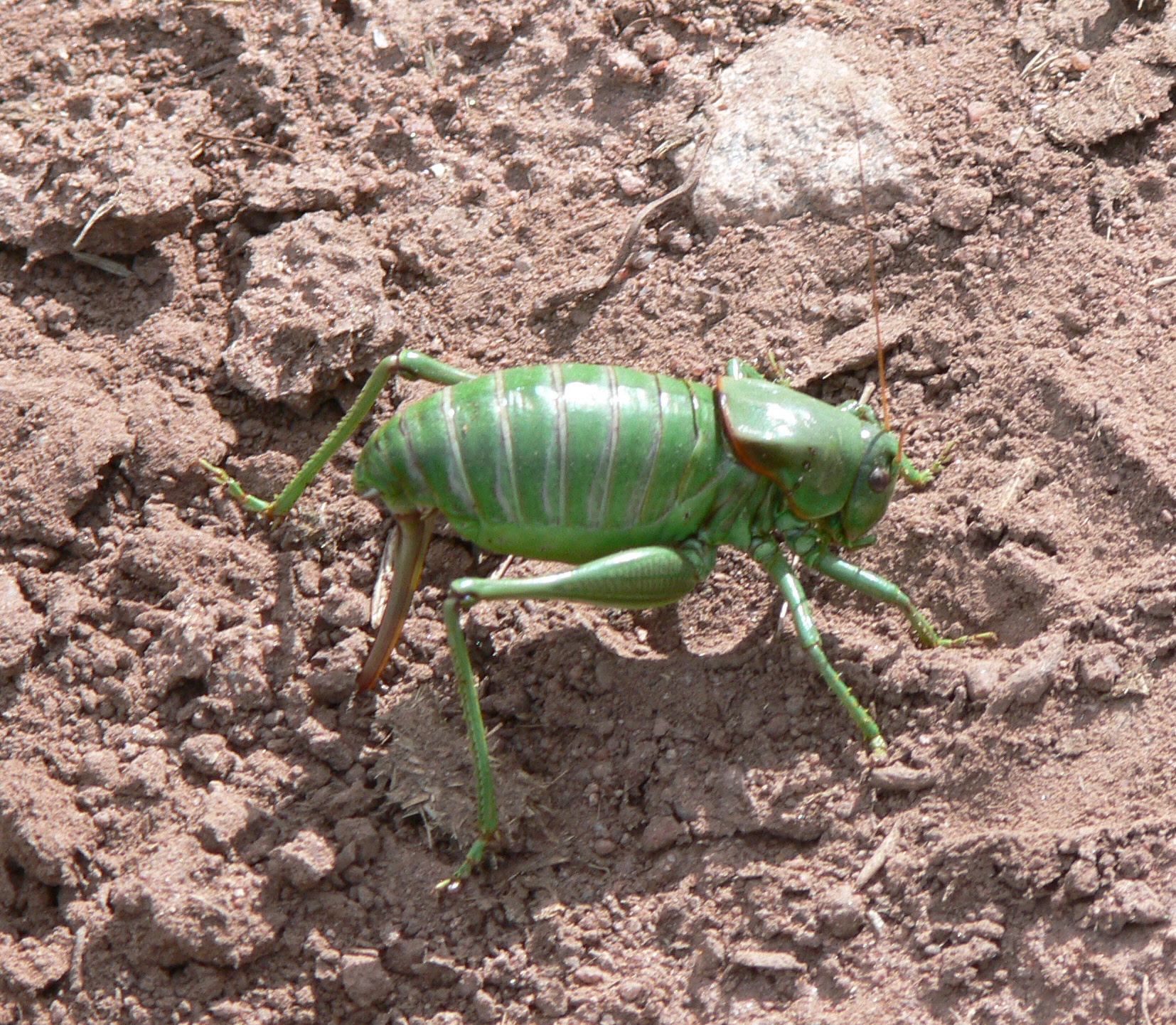
Anabrus simplex, зелёная форма самки откладывает яйца в почву

Anabrus simplex (лат.) — вид кузнечиков рода Anabrus из подсемейства Tettigoniinae (Platycleidini, Tettigoniidae). В США известны как мормонские сверчки («Mormon cricket»), но это ошибочное именование, так как настоящие сверчки относятся к семейству Gryllidae.
Крупное насекомое (около 4 см), обитающее в западной части Северной Америки на пастбищах с преобладанием полыни и разнотравья. Мормонский сверчок получил название из-за «Чуда с чайками» 1848 года, после того как мормонские поселенцы в Юте столкнулись с ним, продвигаясь на запад.
Хотя мормонский сверчок не летает, в фазе роения он может преодолевать до двух километров в день. В это время он может быть серьёзным сельскохозяйственным вредителем и своими массовыми скоплениями иногда представлять опасность для дорожного движения, вызывая ДТП и травмы водителей.

## Описание
Крупные насекомые (длина 28—45 мм).
Anabrus simplex — нелетающие кузнечики, обитающие на американском западе и встречающиеся в одиночных и стайных формах. Одиночные особи составляют все популяции на восточном склоне Скалистых гор и окрашены в коричневый или зелёный цвет, в то время как стайные особи более широко распространены на западе, обычно имеют чёрный цвет и объединяются в разрушительные миграционные группы, которые могут преодолевать до 2 км в день. Их поведение в группах снижает риск хищничества, и они могут встречаться с плотностью более чем в тысячу раз выше, чем в одиночных популяциях.
Взрослые самки откладывают яйца по отдельности в почву на глубину 2—4 см под поверхностью. За всю жизнь самка откладывает до 350 яиц. Молодые нимфы мормонского сверчка вылупляются из перезимовавших яиц в основном весной после их откладки, хотя в некоторых районах на вылупление из яиц может уйти до пяти лет. Отрождение начинается, когда температура почвы достигает 4 °C. Нимфы проходят через семь возрастов, прежде чем достигнут взрослой стадии, что обычно занимает от 60 до 90 дней. Сроки развития сильно различались у разных особей, но, как минимум, эмбрионы заполняли примерно половину яйца за шесть недель, тогда как для достижения последней стадии перед обязательной зимней диапаузой им требовалось 12 недель с момента яйцекладки. Яйца имеют факультативную стадию диапаузы, которая может наступить в самом начале развития. В таком состоянии эмбриональная примордиальная ткань может сохраняться в течение нескольких вегетационных и зимних периодов. Почти полностью развившийся эмбрион находится в стадии облигатной диапаузы, для завершения которой требуется холодный период вернализации. Весной, когда почва прогревается, почти полностью развитые эмбрионы завершают развитие, и из них вылупляются нимфы.
Размножение начинается через 10—14 дней после достижения взрослой стадии. Самец передаёт самке крупный сперматофор, который может составлять до 27 % массы его тела. Сперматофор в основном является пищей для самки, но также содержит сперматозоиды для оплодотворения её яиц. Этот брачный дар заставляет самок роевой фазы конкурировать за самцов, чего не наблюдается у самок одиночной фазы.

## Распространение
Северная Америка: запад США и южная Канада. В Канаде отмечен в южных частях провинций Альберта, Британская Колумбия, Манитоба, Саскачеван. В США встречается в штатах: Айдахо, Аризона, Вайоминг, Вашингтон, Калифорния, Канзас, Колорадо, Миннесота, Монтана, Небраска, Невада, Нью-Мексико, Орегон, Северная и Южная Дакота, Юта.

## Таксономия
Вид был впервые описан в 1852 году американским энтомологом Самуэлем Стехманом Холдеманом (1812—1880) по типовым материалам из штата Юта (США) вместе с выделением рода Anabrus (первоначально монотипического). В дальнейшем были описаны ещё несколько таксонов, сведёные в синонимы к A. simplex: A. coloradus Thomas, 1872, A. maculatus Caudell, 1907 и A. nigra Caudell, 1907, A. purpurascens Uhler, 1864, A. similis Scudder, 1872.

## Роение
Мормонский сверчок существует в популяциях с относительно низкой плотностью на большей части своего ареала. В определённое время и в определённых местах происходят взрывы популяций или инвазии, когда большое количество сверчков образует бродячие группы. Эти группы могут включать миллионы особей, а их плотность может достигать 100 особей на квадратный метр. Такие инвазии могут длиться годами или даже десятилетиями и характеризуются постепенным увеличением, а затем уменьшением численности. Факторы, вызывающие эти инвазии, изучены плохо, но считается, что они связаны с погодными условиями.
Исследования, опубликованные в 2006 году, показывают, что мормонские сверчки перемещаются крупными миграционными группами, во-первых, чтобы найти новые источники критически важных питательных веществ — белка и соли, а во-вторых, чтобы не быть съеденными голодными сверчками, приближающимися с тыла. Каннибалистическое поведение мормонского сверчка может привести к роевому поведению, поскольку сверчкам приходится постоянно двигаться вперёд, чтобы избежать нападения сзади.

## Значение
Хотя этот вид не летает, он может образовывать мигрирующие стаи или «группы», которые передвигаются пешком, поедая практически всё (растения и иногда мелких животных) на своем пути, и иногда наносят значительный ущерб пастбищам и посевам.
Крупные скопления мормонских сверчков представляют опасность для сельского хозяйства и автомобильного транспорта. Когда большая группа этих насекомых пересекает дорогу, это может создать угрозу безопасности, вызывая отвращение у водителя и делая дорожное покрытие скользким от раздавленных сверчков. В 2024 году из-за многочисленных раздавленных мормонских сверчков серьёзные травмы получили водители трёх грузовиков на межштатной автомагистрали, тянущейся от Сан-Франциско до Нью-Джерси.
Имеют важное экономическое значение. При массовом появлении мормонские сверчки могут нанести ущерб сельскому хозяйству. Они часто достигают плотности, которая приводит к значительному экономическому воздействию на пастбищную индустрию и вынуждает сокращать поголовье скота, особенно во время засухи, когда корма не хватает. Повреждают люцерну, кукурузу, овёс, пшеницу, рожь и ячмень.

## Питание
Мормонский сверчок питается различными травами, но также может употреблять в пищу и кустарники. Мормонские сверчки также поедают насекомых, включая других мормонских сверчков, особенно тех, которые были убиты или ранены автомобилями или инсектицидами. Каннибалистическое поведение может быть следствием дефицита белка и соли. Роевое поведение, в свою очередь, может быть стратегией, позволяющей избежать хищничества со стороны других мормонских сверчков. В дневнике, запечатлевшем путешествие по Орегонской тропе в 1846 году, описывается встреча с этими сверчками и отмечается их каннибалистическое поведение:
Земля на протяжении примерно четырёх миль была покрыта черными сверчками большого размера. Я видел некоторых длиной около трех дюймов и диаметром около трех четвёртых дюйма; но обычные размеры были два дюйма в длину и полтора или пять восьмых дюйма в диаметре; их ноги были большими пропорционально размеру их тела. Некоторые из них пели на стеблях трав, другие ползали во всех направлениях. Наши команды устроили среди них большой переполох; их было так много, что мы давили их на каждом шагу. Стоило убить одного, как на него слетались другие и пожирали его.

## Контроль
Мормонскими сверчками питаются самые разные птицы и млекопитающие. Среди этих хищников — калифорнийские чайки, вороны, койоты и различные грызуны. Хищники, специализирующиеся на мормонских сверчках, отсутствуют, что может объясняться миграционными привычками сверчка и большими колебаниями его популяции. Паразитом мормонского сверчка является Gordius robustus, вид червей-волосатиков, а также перепончатокрылый наездник Ooencyrtus anabrivorus из семейства Encyrtidae.
Наиболее распространённым химическим методом борьбы является использование карбариловой инсектицидной приманки, севин или карбарил («Sevin Dust»). Эта приманка убивает как сверчков-мормонов, которые едят приманку, так и сверчков, которые едят сверчков, съевших приманку. Инсектициды, нанесённые непосредственно на посевы, могут уничтожить насекомых, но из-за большого размера стай этот метод обычно не спасает урожай от гибели.
Для выбора метода борьбы фермеры должны сначала определить, есть ли на участке заражение кузнечиками в количестве восьми и более штук на квадратный ярд. Если это так, то наиболее эффективными методами борьбы являются приманки для мормонских сверчков и наземное опрыскивание или опрыскивание с воздуха, если вредители встречаются в большом количестве. Наземное опрыскивание обычно дороже в расчёте на акр, но при этом меньше шансов уничтожить нецелевых насекомых, таких как пчёлы или другие полезные насекомые. Опрыскивание с воздуха происходит быстро, обычно дешевле и имеет высокий процент уничтожения. Обычно воздушное опрыскивание применяется, когда нужно опрыскать большее количество гектаров. Обоснованность химического контроля зависит от типа культуры, стадии роста, дополнительной миграции и типа ущерба, наносимого урожаю.
Поскольку мормонские сверчки не летают, эффективными могут оказаться физические барьеры. Барьеры должны быть высотой не менее двух футов и сделаны из гладкого материала. Жители некоторых небольших городов использовали бумбоксы и звуковые системы, играющие тяжёлую рок-музыку, чтобы отвлечь движущиеся стаи от посевов и домов.
Другой метод борьбы с мормонскими сверчками — использование биопестицида на основе грибка Nosema locustae. Встречающаяся в природе микроспоридия N. locustae, распространяет споры, которые при поедании убивают прямокрылых, нарушая работу пищеварительной системы. По данным Агентства по охране окружающей среды США, его использование не оказывает негативного влияния на человека и окружающую среду.

## История
Мормонские сверчки входят в традиционный рацион некоторых коренных американцев, например, индейцы Ачумави («Народ реки Пит», штат Калифорния).
Нашествие мормонских сверчков в долине Солёного озера в конце 1840-х годов уничтожило посевы колонистов Святых последних дней в этом районе, поэтому их называют мормонскими сверчками. Наиболее известное воспоминание об этом содержится в истории «Чуда с чайками».
В 2003 году власти штатов Юта, Айдахо и Невада заявили, что в том году нашествие может быть самым сильным за всю новейшую историю.